# Fatunisin
Fatunisin ist ein Ort im osttimoresischen Suco Balibo Vila (Verwaltungsamt Balibo, Gemeinde Bobonaro). Er liegt in einer Meereshöhe von 500 m im Süden der Aldeia Belola. Der Ort befindet sich an einer Straße, die von Balibo, dem Hauptort des Verwaltungsamtes, nach Osten in die Gemeindehauptstadt Maliana führt. Der südwestliche Nachbarort an der Straße ist Aitos, nordöstlich liegt die Siedlung Belola. Etwas südlich zweigt nach Osten eine Straße nach Builekun ab.